# Kínai üstökösgém
A kínai üstökösgém (Ardeola bacchus) egy madárfaj a gémfélék családján belül. Az Ardeola nemzetséghez tartozó hat gémféle közül az egyik.

## Előfordulása
Édesvízi és sós vizű sekély tavakban vadászik élelemre. Elterjedési területe Kína és Délkelet-Ázsia. Nyugatról és délről a hegyvidékek, észak felől a szubarktikus területek határolják életterét.
Időnként kóborló egyedei is felbukkannak. 1995. április 8-án egy egyedét megfigyelték Mianmar Chin államában. 1997. augusztus 4 és 9 között felbukkant egy egyede Alaszka Saint Paul-szigetének területén. Ez utóbbi egyúttal első természetes előfordulása volt az észak-amerikai kontinensen. 2000-ben megfigyeltek egy nőstény példányt Balmazújváros határában, ez az egyetlen hazai előfordulása, mivel Európában rendkívül ritka kóborló.

## Megjelenése
Testhossza 47 centiméter. Szárnyai fehérek, csőre sárga színű, melynek fekete a vége, sárga színű szemei és lábai vannak. Hátán és nyaki, valamint begyi részein vöröses színű tollazata van, mely párzási időszakban kiegészül kék és fehér színekkel. Télen tollazata szürkés világosbarna színezetűvé változik.

## Életmódja
Táplálékát főleg rovarok, halak és rákfélék alkotják.

## Szaporodása
Általában vegyes gémtelepeken költ. Fészekalját 3-6 kékeszöld tojás alkotja. A költésben és a fiókanevelésében mindkét szülő részt vesz.

## Természetvédelmi helyzete
Meglehetősen gyakori fajnak számít elterjedési területén belül, így nem veszélyeztetett fajként szerepel az IUCN Vörös listáján. Élőhelyén az üstökösgémet helyettesíti.